# Кашана (Маса-Карара)
Кашана је насеље у Италији у округу Маса-Карара, региону Тоскана.
Према процени из 2011. у насељу је живело 76 становника. Насеље се налази на надморској висини од 447 м.